# La sostanza del male
La sostanza del male è il romanzo d'esordio dello scrittore italiano Luca D'Andrea.

## Trama
Jeremiah Salinger è un giovane newyorkese neolaureato in arti cinematografiche, specializzato in sceneggiatura, che con l'amico e collega Mike (specializzato in regia) cerca uno scopo per far fruttare i loro studi. Lo trovano casualmente quando propongono a una rete televisiva un documentario sulle road crew dei concerti rock, poi trasformato in «factual» (un documentario a puntate) dal produttore a cui lo presentano. Durante una presentazione del factual, Salinger conosce Annelise, una studentessa italiana nativa di Siebenhoch, un piccolo paese dell'Alto Adige. 
Alla fine della quarta serie del factual, Salinger e Annelise, che nel frattempo si sono sposati, si recano assieme alla loro figlioletta Clara a Siebenhoch per un periodo di relax. Una volta lì, a Salinger viene l'idea di girare un factual sul Soccorso Alpino Dolomiti, di cui il padre di Annelise, Werner, fu fra i fondatori. Durante un giorno di riprese in cui sostituisce il malato Mike alla cinecamera sull'elicottero del Soccorso, Jeremiah viene coinvolto in uno spaventoso incidente: mentre tutti i membri dell'equipaggio muoiono travolti da una slavina, egli si salva miracolosamente. Salinger cade in uno stato di sindrome da post-trauma, da cui si riprende grazie all'amore di Annelise e soprattutto di Clara, che con la sua innocente vitalità e precoce intelligenza lo spinge a ritrovare la vita. 
Durante una gita con moglie e figlia nella gola del Bletterbach, Salinger ascolta casualmente una guida che sussurra a due turisti qualcosa riguardo a un massacro avvenuto circa trent'anni prima. È l'inizio di un'ossessione che lo riporterà sull'orlo della follia. Il «massacro del Bletterbach» è un enigma di cui gli abitanti del paese non amano particolarmente parlare. Il suocero Werner gli racconta ciò che successe, essendo stato egli presente all'epoca come soccorritore: tre ragazzi del luogo (Evi, il fidanzato Kurt e il di lei fratello minore Markus), durante una violenta tempesta, furono trovati fatti a pezzi, in modo quasi animalesco, nel Bletterbach. I quattro soccorritori erano Werner, Max Krün (agente della forestale, poi divenutone capo, considerato dagli abitanti del paese una sorta di sceriffo), Hannes Schaltzmann (padre di Kurt) e Günther Kagol (un altro membro del soccorso dolomitico e fratello di un ricco impresario edile della zona, Manfred). L'assassino (o gli assassini), nonostante le indagini di carabinieri e magistratura, non fu mai individuato. Dei quattro membri della spedizione di soccorso il solo Max rimase stabilmente in paese, cercando sempre, anche dopo l'archiviazione del caso, di scoprire la verità. Werner si trasferì con la moglie e la piccola Annelise in un'altra città per lavoro (per poi tornare a Siebenhoch dopo qualche anno), mentre il padre di Kurt, impazzito dal dolore dopo aver visto il cadavere fatto a pezzi del figlio, uccise la notte stessa la moglie e venne internato. Anche Günther rimase in paese, ma divenne alcolista e morì qualche anno dopo in un incidente d'auto, ubriaco fradicio.
Osteggiato dai diffidenti abitanti di Siebenhoch, che lo vedono come uno sciacallo, ma soprattutto dalla moglie Annelise che, preoccupata per la sua salute mentale, minaccia di lasciarlo se non abbandona il folle proposito, Salinger prosegue di nascosto e febbrilmente le indagini sul triplice omicidio, quasi ipnotizzato dal fascino sinistro del Bletterbach, che viene considerato un luogo maledetto dagli abitanti della zona: numerosi incidenti mortali sono avvenuti nella gola nel corso degli anni; alcune voci lo descrivono come un enorme cimitero preistorico, a causa della presenza di numerosissimi fossili risalenti alle grandi estinzioni del Permiano. In tempi remoti, inoltre, assassini, ladri e presunte streghe venivano abbandonati al loro destino nelle tenebrose caverne della gola. Chi (o cosa) ha ucciso la promettente geologa Evi e gli altri due ragazzi? Forse qualcuno messo alla berlina dalle pubblicazioni della precoce Evi? O forse i bracconieri osteggiati dall'ambientalista Markus? Oppure la realtà è ancora più sconcertante? Si tratta forse di «qualcosa» di impossibile che – si sussurra – vivrebbe nelle profondità del Bletterbach? In un crescendo di tensione, Salinger scoprirà, a rischio della propria vita e di quella dei suoi cari, l'agghiacciante verità.

## Personaggi
Evi Tognon: promettente studentessa di Siebenhoch; affascinata dal Bletterbach, si trasferì a Innsbruck, in Austria, per studiare geologia.
Kurt Schaltzmann: giovane guida alpina e membro del Soccorso alpino, abbandonò Siebenhoch e andò a convivere con Evi in Austria.
Markus Tognon: fratello minore di Evi.
Jeremiah Salinger: sceneggiatore e documentarista, trova la fortuna realizzando factual (documentari romanzati a puntate).
Mike McMellan: socio e amico di Salinger, si occupa della regia.
Annelise Mair: giovane moglie altoatesina di Salinger.
Werner Mair: padre di Annelise. Fu fra i fondatori del Soccorso alpino.
Hannes Schaltzmann: membro del Soccorso alpino, padre di Kurt. 
Max Krün: capo della forestale di Siebenhoch, migliore amico di Kurt.
Verena: moglie di Max. 
Günther Kagol: già membro del Soccorso dolomitico, trovò assieme a Max, Werner e Hannes i corpi straziati dei tre ragazzi.
Manfred Kagol: fratello maggiore di Günther, ricco imprenditore edile. Costruì il Centro visitatori del Bletterbach. 
Brigitte Pflantz: fidanzata di Günther, amica di Evi.
Oskar Grünwald: collega geologo di Evi (nonché paleontologo dalle non convenzionali teorie) e ricercatore all'università di Innsbruck. Scomparve nel nulla poco dopo il massacro del Bletterbach. 
Mauro Tognon: padre di Evi e Markus, abbandonò la moglie e i figli in tenera età. Evi e Markus vennero chiamati con il nome della madre, Baumgartner.

## Edizioni
- Luca D'Andrea, La sostanza del male, 1ª ed., Torino, Einaudi, 2016,  p. 464, ISBN 978-88-06-22100-3.